# アイリーン・ウォーノス
アイリーン・ウォーノス（英語: Aileen Wuornos, 1956年2月29日 - 2002年10月9日）は、アメリカ合衆国の連続殺人犯である。
1989年から1991年にかけて7人の男性を殺害した罪で死刑判決を受けた。2002年に死刑が執行され、アメリカで死刑になった10番目の女性となった。
その凶行から同じシリアルキラーであるテッド・バンディの女性版と言われている。一部のマスキュリストからは、彼女は典型的なミサンドリーだと批判的に紹介される。

## 生涯

### 子供時代
1956年、ミシガン州ロチェスターで父レオ・デイル・ピットマン(Leo Dale Pittman)と母ダイアン・ウォーノス(Diane Wuornos)の間にアイリーン・キャロル・ピットマン(Aileen Carol Pittman)として生まれた。
ダイアンは15歳で18歳のレオと結婚し、キース（1955年生）とアイリーンの2人の子供をもうけた。しかし、アイリーンが生まれる2ヶ月前に離婚し、アルコール依存症になり育児放棄。4歳のときに兄妹を捨てて出て行ってしまった。
アイリーンの父親は精神病を患い、児童を虐待した事もあったためカンザス州やミシガン州の精神病院に入退院を繰り返した。1969年、13歳の少女に対する強姦罪で有罪となり服役中に自殺した。アイリーンはこの父親に会った事はない。
母親に捨てられたアイリーンと兄・キースは母方の祖父母によって育てられるが、日常的に祖父から肉体的、性的な虐待を受けた。ベルトのバックルで殴られたことや、ライターのオイルをかけられ、火をつけるという虐待を受けたこともあったという。また祖母はアルコール依存症であった。
11歳の時からタバコ、薬、食べ物と引き換えに複数の異性と性的な関係を持ち、その中には兄のキースとの関係も含まれていた。
14歳の時には祖父の友人におそわれ、妊娠。1971年にデトロイトの病院で男の子を出産。その子はすぐに養子に出された。
1971年に祖母が亡くなった後、アイリーンは高校を中退し、家出。祖父の家の近くの森の中に廃材で家を建てて住み、雨や雪の日には廃車の中で過ごしながら、娼婦として生計を立てるようになった。

### 青年期の犯罪
1974年、飲酒運転中に車から銃を発射し、コロラドで逮捕された。その後ミシガンに戻り、1976年にはバーでの暴力行為で再び逮捕されるが、喉頭がんによって21歳で死去した兄キースの生命保険で罰金を払い、残りの金を浪費した。
同年、ヒッチハイク中にフロリダで69歳の裕福な男性ルイス・フェルに出会い、2人はすぐに結婚した。しかし、当時20歳であったアイリーンはフェルに対して辛く当たり、またバーで暴行事件に巻き込まれるなどしたため、1ヶ月後にフェルによって結婚無効を申し立てられた。
1981年、フロリダのエッジウォーターで、恋人にフラれてヤケになり、酒に酔ったアイリーンは、下着姿でコンビニエンスストア強盗を働いた容疑で逮捕され、翌年刑務所に送られたが、13ヵ月後に釈放された。
1984年にはキー・ウエストの銀行で、偽造小切手を使用しようとした容疑で逮捕された。
1985年12月には銃と弾薬を盗んだ疑いがかけられ、11日後に無効な運転免許で運転していたために拘束された。
1986年1月、重窃盗罪で逮捕された。マイアミ警察は彼女が運転していた盗難車からリボルバー銃と弾薬を発見した。

### ティリアとの出会い
同年、デイトナのゲイバーでティリア・ムーア(Tyria Moore)という24歳の女性と出会った。すぐに恋人同士になり、一緒に暮らすようになった。
ティリアはホテルのメイドの職を辞め、アイリーンが売春で稼ぐ手助けをした。二人の恋愛感情は1年ほどで冷めたが、信頼しあえる友人として一緒に行動していた。誰も信頼できないミサンドリーなアイリーンにとって、ティリアは唯一の大きな存在だった。二人は安ホテルだけでなく、古い納屋や森の中で夜を過ごすこともあったという。
1987年、警察は男性に対する暴行容疑でアイリーンとティリアを勾留。同年、アイリーンは無効な運転免許の保持、州間高速道路を歩行したことで召喚状を受ける。
1988年3月、デイトナ・ビーチで暴行を働いたとしてバスの運転手から訴えられた。アイリーンは運転手が口論の末に彼女をバスから押し出したと主張した。7月にはアパートで無許可でカーペットを剥がし、壁を塗り替えるなどの破壊行為により大家から訴えられた。
1989年頃には、彼女の振る舞いは明らかに常軌を逸したものとなっていった。好戦的になり、出かけるたびに誰かと口論を引き起こし、実弾を装填した銃を携帯するようになる。売春と盗みで生計を立てていたが、娼婦としては高齢であったことなどからなかなか客がつかなかったために必要最低限のものを買うのにも事欠くようになった。

## 殺人
1989年、アイリーンを車に乗せたリチャード・マロリー（Richard Mallory）というTV修理業を営む51歳の男性が最初の犠牲者となった。後に次々と5人の男性の遺体が発見された。マロリーを除いた被害者は下記の通り。
- デイヴィッド・スピアーズ（David Spears 重機オペレーター、43歳）
- チャールズ・キャルズカドゥーン（Charles Carskaddon ロデオライダー、40歳）
- ピーター・シームズ（Peter Siems キリスト教系新宗教団体の伝道師、65歳、車は発見されたが遺体は見つからなかった）
- トロイ・バーレス（Troy Burress トラック運転手、50歳）
- ディック・ハンフリーズ（Dick Humphreys 元警察署長、ソーシャルワーカー、56歳）
- ウォルター・ジーノ・アントニオ（Walter Jeno Antonio トラック運転手、60歳）

1989年から1990年の約1年間で合計6件の殺人事件を起こした。被害者はいずれも複数回の銃撃を受けており、温暖で湿潤なフロリダで遺棄されていた死体はどれも腐乱して見るに耐えない姿であった。夢の国・ディズニーリゾートに続く道にも遺体が転がっていた。中には全裸で側にコンドームが落ちていた遺体もあり、捜査員たちは売春婦の仕業を一説としていたが、犠牲者は増えるばかりだった。
捜査当局は被害者の所持品が質屋に質入れされていることを突き止め、領収書に残された指紋からアイリーンをこの事件の重要参考人としてマークする。
ある日、アイリーンとティリアは、車の運転中に民家の庭に突っ込む事故を起こし、すぐ側で車を乗り捨てていた。その様子を住人は目撃していた。車は、犠牲者の一人ピーター・シームズのものであった。住人から事故を起こした人物の特徴を聞き、当局は２人を指名手配した。
数ヶ月後、アイリーンがバーで１人でいるところを潜入捜査官が逮捕した。

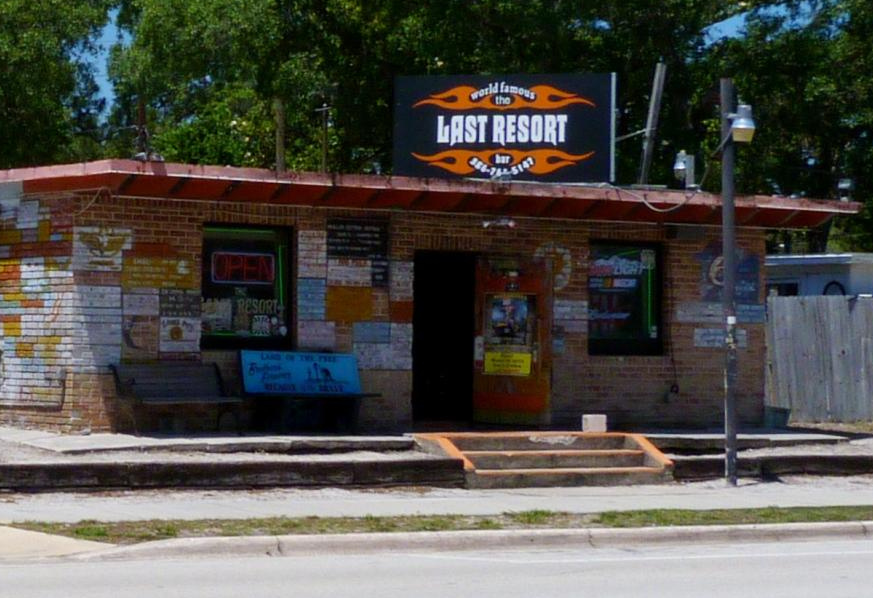
アイリーンが逮捕された店

## 裁判
アイリーンは当初、罪を認める気はさらさらなかった。
最初に殺害したマロリーの件に対して、レイプされそうになったと正当防衛を主張した。しかし、1992年に有罪判決を受けた。同年11月、彼には暴力的なレイプ行為により10年服役した過去があったことが分かったが、再審は認められなかった。
ティリアは、検察側の証人で出廷してきた。警察と司法取引を結び、起訴される事はなかった。
誰も信頼できなかったアイリーンの唯一の存在だったティリアの裏切り。全てを悟ったアイリーンは、この頃から殺害を認めるようになる。
1992年3月、アイリーンはディック・ハンフリーズ、トロイ・バーレス、デイヴィッド・スピアーズを殺害した容疑を認めた。6月にチャールズ・キャルズカドゥーン殺害容疑も認め、5つ目の死刑判決を受けた。1993年2月にはウォルター・ジーノ・アントニー殺害容疑も認めた。ピーター・シームズに関しては遺体が見つからなかったために起訴されなかった。
アイリーンは彼女の犯した犯罪に関して、つじつまの合わない供述をしている。7人の男性を別々の機会に殺害したことを語っている。アイリーンは彼らにレイプされたと主張したが、後にその主張を撤回している。

## 死刑

### 死刑判決
最初の死刑判決後、それこそが私が望んでいるものだと語った。2001年になると、なるべく早く死刑が執行されるようにと働きかけだした。彼女は 「私はあの男達を殺して、冷酷に金品を奪った。そしてもう1度やるだろう。だから自分を生きたままにしておくのは何の益にもならない、また殺すと思うから。自分は法的能力があり、正気で、真実を語ろうとしている。私は人間を憎み、また殺人を犯すだろう」 と語った。
処刑の数週間前のインタビューでは「世の中ふざけている！警察、社会、システム。レイプされた私が処刑され、本や映画で金儲けに使われた。このクソが！」とも語った。

### 死刑執行
2002年10月9日に薬物注射によって死刑が執行された。アイリーンは1976年の最高裁による死刑解禁判決以来、アメリカで死刑になった10番目の女性である。
最期の晩餐を拒否し、コーヒーを一杯だけ飲んだ。最後の言葉は、"I'd just like to say I'm sailing with the rock, and I'll be back like Independence Day, with Jesus June 6. Like the movie, big mother ship and all, I'll be back."（「あたしはこれから航海に出るけど、『インディペンデンス・デイ』って映画みたいに、イエス・キリストと一緒に母船に乗って帰ってくるよ。6月6日にね。また帰るんだよ。戻ってくるからね」）
死後、彼女の遺体は火葬され、親友ドーン・ボトキンスの手により生まれ故郷のミシガン州にある樹の下に撒かれた。葬儀では彼女の希望によりナタリー・マーチャントの歌カーニバルが演奏された。ナタリーは、製作中のドキュメンタリー映画を観て彼女の境遇に大いに同情し、自分の楽曲の使用を快諾していた。

## 映画
1991年の米国映画『テルマ&ルイーズ』は、日本ではアイリーンとティリアの物語をモデルとしているといわれるが、これは日本の映画会社が宣伝のために作った虚偽情報であり全くの事実無根である。脚本家本人が事件について言及した事は全く無く、脚本・映画製作の経緯と事件発覚の経緯も完全に矛盾している。
2003年、アイリーンの伝記映画『モンスター』がアメリカで公開された。映画の中では特にアイリーンとティリアの関係に重点が置かれている。主演のシャーリーズ・セロンがアカデミー主演女優賞を受賞した。
また、同年、ドキュメンタリー映画 『シリアル・キラー アイリーン 「モンスター」と呼ばれた女』 が制作されている。この映画には処刑前日のアイリーンへのインタビューも納められている。